# Alfamén
Alfamén est une commune d’Espagne, dans la province de Saragosse, communauté autonome d'Aragon comarque de Campo de Cariñena. Cette commune ratachée à la région traditionnelle vinicole, fait partie de l'AOC de Cariñena.

## Liste des Maires
- 1979 - 1983 :	Manuel Arnal Monréal (PSOE)[2]
- 1983 - 1987 : Manuel Arnal Monréal (PSOE)
- 1987 - 1991 : Manuel Arnal Monréal (PSOE)
- 1991 - 1995 :	Francisco Pérez Martínez (PSOE) [3],[4]
- 1995 - 1999 : Francisco Pérez Martínez (PSOE)
- 1999 - 2003 : Francisco Pérez Martínez (PSOE)
- 2003 - 2007 : Francisco Pérez Martínez (PSOE)
- 2007 - 2011 : Francisco Pérez Martínez (PSOE)
- 2011 - 2015 :	Alejandro Jesús Gil Arnal (PAR)[5]
- 2015 - 2019 : Alejandro Jesús Gil Arnal (PAR)
- 2019 - 2023 :	Juan José Redondo Aínsa	(PSOE)
- 2023 - 2027 : Juan José Redondo Aínsa (PSOE)

## Personnalités liées à la commune
- Jesús García Burillo
- Manuel Pérez Martínez (guerrillero)
- Mateo Valero Cortés